# Atlantisch orkaanseizoen 1961
Het Atlantisch orkaanseizoen 1961 duurde van 1 juni tot 30 november 1961. Het seizoen was wat activiteit betreft een hyperactief seizoen, het is als vijfde gerangschikt op ACE-waarde achter de seizoenen van 2005, 1950, 1995 en 2004.
De kwalificatie hyperactief dankte het seizoen vooral aan het feit dat de gevormde tropische cyclonen bijna allemaal tot orkaan promoveerden en er zeven majeure orkanen, dat wil zeggen van de categorie 3 of meer ontstonden. Ook was het seizoen 1961, met 1960, 2005 en 2007 een van de vier bekende seizoenen met twee of meer orkanen van de zwaarste, vijfde categorie. Het seizoen telde tien of elf tropische stormen, al naargelang men Orkaan Hattie-Simone-Inga als één tropische cycloon beschouwt of als twee of drie verschillende.
Van deze tien tropische stormen promoveerden er acht tot orkaan en zeven orkanen bereiken de derde categorie. Orkaan Hattie-Simone-Inga was de zwaarste storm van het seizoen; zij kreeg drie namen, omdat zij tweemaal van bassin wisselde. In het orkaanseizoen van de Grote Oceaan kreeg zij de naam Simone, die vervolgens opnieuw Midden-Amerika overstak en boven de Golf van Mexico, in het Atlantisch orkaanseizoen de naam Inga kreeg. Waarschijnlijk ging het om dezelfde tropische cycloon, die nooit zijn identiteit had verloren bij zijn overgangen in de Grote Oceaan en de Golf van Mexico. Na 2001 zijn de regels omtrent de nomenclatuur veranderd en zou een dergelijke tropische cycloon zijn eerste naam behouden en niet worden herdoopt. Hattie-Simone-Inga is waarschijnlijk de enige tropische cycloon, die tweemaal is herdoopt. Als Hattie bereikte de tropische cycloon de vijfde categorie en richtte zware schade aan in Brits-Honduras. De hoofdstad van Brits-Honduras, Belize City werd verwoest en deed de regering van de Britse kroonkolonie besluiten een nieuwe hoofdstad te bouwen verder landinwaarts en boven zeeniveau. Dit werd uiteindelijk Belmopan.
Opmerkelijk was ook de elfde september, toen orkanen Betsy, Carla en Debbie en tropische storm Esther naast elkaar bestonden. Dit was niet meer voorgekomen sinds 22 augustus 1893, toen er ook vier tropische cyclonen tegelijk in het Atlantisch bassin waren, met dat verschil dat zij op dat moment allemaal orkanen waren. Het zou duren tot 26 september 1998, als opnieuw vier orkanen simultaan in het Atlantisch bassin worden aangetroffen.

## Cyclonen

### Orkaan Anna
Op 17 juli ontwikkelde een onweersstoring zich boven de doldrums, die vervolgens naar het noorden verschoven, waar de onweersstoring botste op een tropische golf ten oosten van Trinidad en Tobago. Op 19 juli ontstond hieruit tropische storm Anna. Anna trok naar het noord ten westen tot westnoordwest en trok de Caraïbische Zee binnen. Ondanks de lage geografische breedte, promoveerde Anna op 20 juli tot orkaan en won vervolgens nog meer aan kracht. Dit was voornamelijk te danken aan een hogedrukgebied op grote hoogte, dat net ten noordoosten van Anna was gepositioneerd en daar gedurende de levensduur van Anna bleef. Dit zorgde voor een goede uitstoot van de cycloon en was de voornaamste reden voor het bereiken van de derde categorie door Anna op zo een lage breedte. Anna trok net ten noorden van de Venezolaanse kust en passeerde op 21 juli ten noorden van Aruba, Bonaire en Curaçao als orkaan van de tweede categorie. Op 21 juli bereikte Anna de derde categorie ten noordwesten van Aruba en bereikte een dag later haar hoogtepunt met windsnelheden tot 185 km/uur en een minimale druk van 976 mbar. Anna schampte de noordoostelijke kust van Honduras en trok langs de Hondurese kust verder westwaarts. Anna landde ten slotte in Brits-Honduras op 24 juli als orkaan van de eerste categorie. De schade op Trinidad en Grenada viel mee. In Honduras viel één slachtoffer en werd er veel schade aan fruitplantages aangericht. De schade werd geraamd op $300.000,- (niet gecorrigeerd voor inflatie).

### Orkaan Betsy
Tropische storm Betsy kwam op 2 september ten westzuidwesten van de archipel Kaapverdië voort uit een storing, die uit de doldrums losraakte. Op 3 september promoveerde Betsy tot orkaan. Betsy boog naar het noordwesten af, omdat de rug van hoge druk boven de Atlantische Oceaan zwakker was dan anders en langs de 50e meridiaan westerlengte lag een trog van lage druk. In deze trog ontwikkelde zich op 4 september een lagedrukgebied, dat de rug van hoge druk ten noorden van Betsy verzwakte en haar luchtdruk ook opvulde. Op 5 september verdween dat lagedrukgebied naar het noordoosten en Betsy nam opnieuw in kracht toe. Zij bereikte haar hoogtepunt op 6 september met windsnelheden tot 222 km/uur en een minimale druk van 945 mbar. Betsy draaide naar het noordoosten en nam langzaam in kracht af. Op 12 september verloor Betsy haar tropische kenmerken ten westzuidwesten van IJsland, maar zij bleef als extratropische storm nog enige uren op orkaankracht, voordat zij boven het uiterste noorden van de Atlantische Oceaan verdween. Van 7 september tot 11 september waren Betsy, Carla en Debbie alle drie als orkaan actief, hetgeen een zeldzame gebeurtenis is. Bijna was op 11 september tropische storm Esther tot orkaan gepromoveerd, zodat het record van vier simultane orkanen in het Atlantisch bassin was geëvenaard van 22 augustus 1893 en 26 september 1998. Esther werd echter pas op 12 september een orkaan.

### Orkaan Carla
Ook Carla kwam voort uit een tropische onweersstoring, die uit de doldrums was ontsproten. Op 1 september ontstond boven de doldrums van het zuidwesten van de Caraïbische Zee een tropische onweersstoring, die tot ontwikkeling kwam en op 3 september promoveerde tot tropische depressie. De tropische depressie trok naar het noordwesten en begon langzaam in kracht toe te nemen, geholpen door een hogedrukgebied op grote hoogte, dat steeds zo gepositioneerd was boven de Caraïbische Zee, dat het de uitstoot van de tropische cycloon bespoedigde. De tropische depressie promoveerde op 5 september tot tropische storm Carla ten noordoosten van de noordoostelijkste punt van Honduras. Carla trok verder ten noordoosten van de Baai van Honduras, richting de Straat Yucatan. Het hogedrukgebied op grote hoogte lag nu net ten zuiden van Cuba en had een uitloper boven het uiterste noordwesten van de Caraïbische Zee. Carla schoof nu onder deze uitloper, waardoor haar uitstoot kon profiteren en zij promoveerde op 6 september ten oosten van de kust van Quintana Roo tot orkaan.
Carla draaide iets bij naar het noorden, schampte op 7 september het noordoosten van het schiereiland Yucatán en draaide naar het noordwesten. Carla stak de Golf van Mexico over, richting de Texaanse kust. Tijdens de oversteek bereikte Carla op 11 september haar hoogtepunt met windsnelheden tot 278 km/uur, een sterke orkaan van de vijfde categorie. Haar laagste luchtdruk bereikte zij twaalf uur later op dezelfde dag, toen haar winden iets in kracht hadden afgenomen; 931 mbar. Op 11 september landde zij nabij Port O'Connor op de Texaanse kust als orkaan van de vierde categorie met windsnelheden tot 231 km/uur en een druk van 931 mbar. Orkaanwinden werden waargenomen tussen Corpus Christi en Galveston. Rukwinden van orkaankracht werden langs de hele Texaanse kust waargenomen. Carla draaide naar het noorden en degradeerde op 12 september boven Texas tot tropische storm , die op 13 september zijn tropische kenmerken verloor boven Oklahoma en veranderde in een niet-tropische depressie, die verder trok over Arkansas, Missouri, Illinois, Indiana en Michigan om ten slotte boven Canada te verdwijnen.
Carla eiste 43 mensenlevens en richtte voor $325 miljoen schade aan ($2,03 miljard gecorrigeerd naar inflatie, 2005). Carla was een zeer grote orkaan, waar de hele Texaanse kust mee te kampen had. De orkaan ging gepaard met een stormvloed van 6,70 meter (de orkaan was uren voor de landing nog een sterke orkaan van de vijfde categorie geweest), die op sommige plaatsen 16 kilometer landinwaarts doordrong. Zelfs het landinwaarts gelegen Dallas meldde aanzienlijke schade. Ook deed Carla een aantal zeer venijnige windhozen ontstaan; een van deze tornado's richtte aanzienlijke schade aan in Galveston, waarbij ten minste zes mensen omkwamen. Voor de komst van de orkaan werden een half miljoen mensen uit Texas geëvacueerd, destijds een van de grootste evacuaties in vredestijd. Als extratropisch systeem bracht Carla nog veel regen boven het middenwesten van de Verenigde Staten. De naam Carla werd naar aanleiding van deze catastrofe geschrapt en nooit meer voor een tropische cycloon in het Atlantisch bassin gebruikt.

### Orkaan Debbie
Begin september ontwikkelde een tropische depressie zich waarschijnlijk uit een tropische golf tussen de Afrikaanse kust en Kaapverdië. Op 6 september promoveerde de depressie tot tropische storm Debbie boven Kaapverdië. Debbie trok naar het westnoordwesten en promoveerde tot orkaan op 7 september, net ten westen van Kaapverdië. Debbie zou kunnen worden aangemerkt als orkaan van het Kaapverdische type, alleen het hogedrukgebied boven de Azoren, dat normaal gesproken deze tropische cyclonen op een meer westelijke koers zet, was dermate verzwakt, dat Debbie al vroeg noordwaarts afboog. Debbie bleef dus boven de Atlantische Oceaan en draaide met de wijzers van de klok mee om het hogedrukgebied. Debbie bereikte haar hoogtepunt op 12 september als orkaan van de derde categorie met windsnelheden tot 195 km/uur en een minimale druk van 975 mbar, nabij 32°NB, 46°WL.
Daarna verzwakte Debbie en zwaaide af naar het oosten en later naar het noordoosten. Debbie verloor haar tropische kenmerken op 16 september net ten zuidwesten van Ierland, maar verloor niet haar orkaankracht. Als extratropische storm met orkaankracht teisterde Debbie de Britse Eilanden. De extratropische Debbie eiste elf slachtoffers en er vielen ten minste 50 gewonden. Ierland, Schotland en Wales werden door overstromingen getroffen. Debbie was op dat moment een omvangrijke extratropische storm, die harde wind veroorzaakte van Noorwegen tot de Golf van Biskaje. Overal in West-Europa ondervond de scheepvaart en de luchtvaart hinder van Debbie en ook vele kleine schepen en vissersschepen kwamen in nood. Over ramingen van de schade is weinig bekend.

### Orkaan Esther
Ook Esther was een orkaan van het Kaapverdische type. Op 10 september ontwikkelde zich een tropische depressie uit een tropische onweersstoring ten westen van Kaapverdië. Op dat moment was Esther naast Betsy, Carla en Debbie de vierde tropische cycloon die simultaan in het Atlantische bassin bestond, iets wat niet vaak voorkomt. De tropische depressie trok naar het noordwesten, onder invloed van dezelfde trog, die Betsy en Debbie beïnvloedde. Op 11 september promoveerde Esther tot tropische storm en op 12 september tot orkaan, net een paar uur te laat om het record van vier naast elkaar bestaande orkanen in het Atlantische bassin van 22 augustus 1893 te evenaren. Op 13 en 14 september bouwde zich een rug van hoge druk op oostwaarts vanaf Bermuda ten noorden van Esther. Dit kwam doordat Debbie naar het oosten, richting Azoren trok, zodat het hogedrukgebied een rug oostwaarts ontwikkelde. Hierdoor werd Esther op een meer westnoordwestelijke koers gezet.
Ook nam het drukverschil toe door de opbouwende hoge druk, zodat Esther aan kracht toenam. Esther passeerde ruim ten noordoosten van de Bovenwindse Eilanden, de Maagdeneilanden en Puerto Rico en bereikte de vierde categorie ruim ten noordoosten van Hispaniola. Esther draaide bij naar het noordwesten, noordnoordwesten en noordnoordoosten aan de westflank van het hogedrukgebied. Op 19 september bereikte Esther haar hoogtepunt met windsnelheden tot 231 km/uur en een minimale druk van 942 mbar. Op 20 september passeerde Esther op 195 km van Kaap Hatteras in North Carolina en bracht stormachtige winden (windkracht 8) aan de kust van North Carolina. Vierentwintig uur later passeerde Esther op 55 km van de kust van Rhode Island. Esther bedreigde New England, maar nu verscheen er een kleine trog van lage druk, een zogenaamde short wave, die Esther naar het oostzuidoosten drukte en deed verzwakken boven koeler wordend water. Op 22 september degradeerde Esther tot tropische storm.
Esther draaide vervolgens een grote cirkel met de wijzers van de klok mee voor de kust van New England en de oostkust van de Verenigde Staten. Op 26 september landde Esther in Maine met windsnelheden net onder orkaankracht. Esther trok verder naar het noordnoordoosten, verloor op 27 september haar tropische kenmerken en werd later opgenomen door een groot, niet-tropisch lagedrukgebied boven het noordoosten van Canada. Een vliegtuig van de Amerikaanse Marine stortte neer, toen een van zijn motoren uitviel in het noodweer van Esther, zeven van de tien mensen in het vliegtuig konden niet meer gered worden. Doordat Esther in eerste instantie afboog, werd New England een treffen met een majeure orkaan bespaard. Daarom viel de schade enigszins mee; $6.000.000,- ($37.400.000,- na inflatiecorrectie). De naam Esther werd niet geschrapt, haar tragische gevolgen waren daarvoor niet uitzonderlijk genoeg. Toch is de naam Esther sindsdien nooit meer gebruikt en komt nu op geen enkele lijst voor.

### Tropische storm zonder naam
Op 12 september ontstond er een tropische depressie boven de noordelijke Bahama's. De tropische depressie trok bijna pal noordwaarts en landde nabij Wilmington in North Carolina op 14 september. De tropische depressie promoveerde paradoxaal genoeg na landing tot tropische storm. De tropische storm werd niet benoemd en bleef een minimale tropische storm met windsnelheden tot 65 km/uur. De tropische storm draaide naar het noordoosten en bleef vlak langs de kust, afwisselend boven land en boven zee. Op 15 september versnelde de tropische storm noordoostwaarts en trok over het oosten van Canada. Op 15 september loste de tropische storm op boven de Golf van Sint Laurens.

### Orkaan Frances
Op 28 september werd ten oosten van de Bovenwindse Eilanden een tropische golf waargenomen, die zich pas twee dagen later ontwikkelde tot een tropische depressie met een druk van 1.005 mbar. De tropische depressie ontwikkelde zich echter snel tot tropische storm Frances en trok op 1 oktober over de Bovenwindse Eilanden en passeerde tussen Guadeloupe en Marie-Galante verder westnoordwestwaarts de Caraïbische Zee in. Een Nederlands schip, de Viajero rapporteerde windstoten van 110 km/uur op 1 oktober, hoewel Frances op dat moment meer matige doorstaande winden had van 83 km/uur. Dit was voorlopig ook haar hoogtepunt, want haar stormveld degenereerde, toen het gevangen zat tussen de bergruggen op Guadeloupe en die op Dominica. Frances draaide iets meer naar het noordwesten en trok op 3 september over het uiterste oosten van Hispaniola. Daarna kwam Frances boven de Atlantische Oceaan ten oosten van de Bahama's. Tot op dat moment was Frances een slecht georganiseerde tropische cycloon, die bovendien divergerende winden op grote hoogte ontbeerde, die haar zouden kunnen helpen haar convectie te organiseren. Maar op 4 oktober veranderde dit, Frances geraakte beter georganiseerd en won aan kracht.
Op 4 oktober promoveerde zij tot orkaan ten noordoosten van de Bahama's. Frances was intussen naar het noorden geruimd en draaide verder bij richting noordoosten en koerste richting Bermuda. Op 6 oktober bereikte Frances de derde categorie en de volgende dag bereikte zij haar hoogtepunt met windsnelheden van 204 km/uur en een minimale druk van 948 mbar. Op dat moment passeerde Frances ten noordwesten van Bermuda en veroorzaakte daar stormwinden, er werden geen winden van orkaankracht waargenomen. Laat op 7 oktober draaide Frances weer in tegenovergestelde richting naar het noordwesten en bedreigde Maine. Frances begon bij nadering van de kust te verzwakken, maar voor zij de kust bereikte, degradeerde zij boven koeler water tot tropische storm, die een paar uur later zijn tropische kenmerken verloor en abrupt naar het oosten trok. De extratropische Frances landde later op 9 oktober op Nova Scotia en loste op 10 oktober op ten zuiden van Newfoundland. Er vielen geen slachtoffers en Frances veroorzaakte alleen enige schade op Hispaniola, waar zij overstromingen veroorzaakte.

### Tropische storm Gerda
Op 16 oktober ontstond net ten zuiden van Jamaica een tropische depressie uit een tropische golf, die van oost naar west over de Caraïbische Zee trok. De tropische depressie trok naar het noorden en trok over Jamaica en het oosten van Cuba. De depressie had te kampen met schering en bleef zo ongeorganiseerd. Dit verbeterde iets op 19 oktober, toen de tropische depressie, die inmiddels naar het noordoosten was getrokken, promoveerde tot tropische storm Gerda. Gerda bereikte op 20 oktober haar hoogtepunt met een minimale druk van 987 mbar en maximale windsnelheden van 110 km/uur zes uur later. Gerda draaide naar het oostnoordoosten en verloor haar tropische kenmerken, omdat zij koude polaire lucht aanzoog. Gerda bleef aan kracht verliezen en de restanten van Gerda verdwenen ten slotte op 22 oktober boven het noorden van de Atlantische Oceaan. Op Jamaica eiste Gerda vijf mensenlevens en op Cuba zeven mensenlevens. Over ramingen van de schade is weinig bekend.

### Orkaan Hattie-Simone-Inga

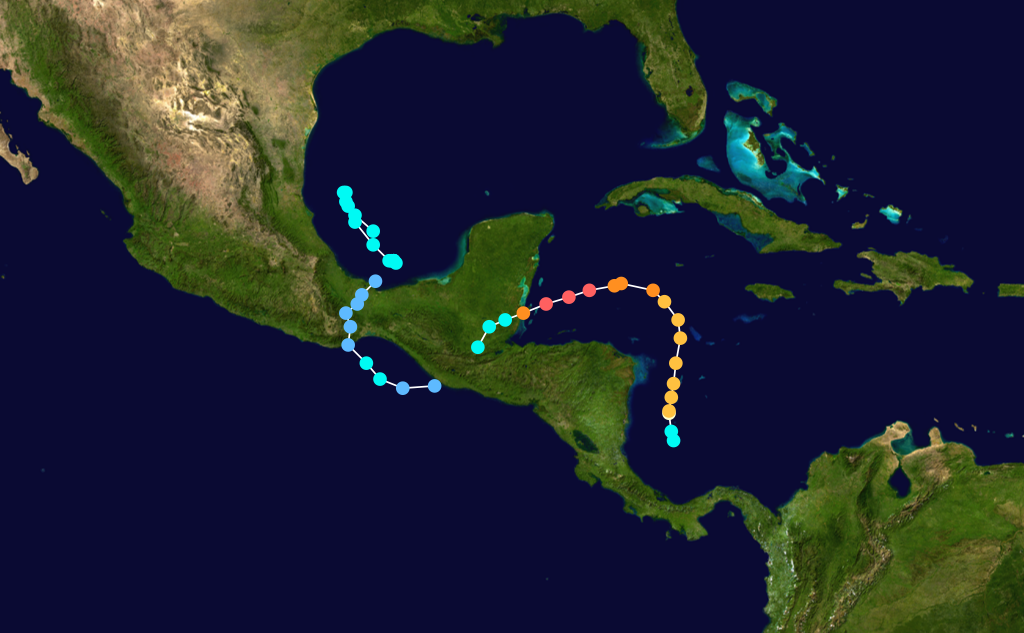
De koers van Orkaan Hattie-Simone-Inga. Verklaring: turkoois: tropische depressie, blauw: tropische storm, wit: orkaan, eerste categorie, roomkleurig: tweede categorie, geel: derde categorie, oranje: vierde categorie, rood: vijfde categorie

Van de drie namen van deze tropische cycloon behoren Hattie en Inga tot het Atlantisch orkaanseizoen 1961 en Simone behoort tot het orkaanseizoen van de oostelijke Grote Oceaan. Waarschijnlijk waren Simone en Hattie één en dezelfde tropische cycloon. Bij Inga is dit meer omstreden. Maar als Inga niet wordt beschouwd als aparte tropische cycloon dan is orkaan Hattie-Simone-Inga de enige tropische cycloon met drie namen. Deze tropische cycloon is voornamelijk de geschiedenis in gegaan als Hattie, een orkaan van de vijfde categorie, die Belize City van de kaart veegde en de regering van de kroonkolonie Brits-Honduras ertoe bewoog de hoofdstad te verplaatsten naar een nieuw te bouwen, hoger gelegen stad in het binnenland. Deze stad werd Belmopan.
Op 27 oktober werd tropische storm Hattie voor het eerst waargenomen ten zuidzuidoosten van San Andrés. Hattie bevond zich nu tussen een trog van lage druk op grote hoogte ten noordwesten van haar, boven het westen van de Golf van Mexico en een hogedrukgebied op grote hoogte net ten noordoosten van haar. Dit zette haar niet alleen op een noordelijke koers, maar stelde haar ook in staat zeer snel aan kracht te winnen, omdat deze constellatie de uitstoot van Hattie zeer bespoedigde. Zij trok over San Andrés en Providencia en promoveerde omstreeks dat moment tot orkaan. Hattie bereikte de tweede categorie op 28 oktober en draaide op 29 oktober naar het westen en trok tussen de Kaaimaneilanden en de Zwaneneilanden (Islas de Santanillas) door, de Baai van Honduras binnen. De abrupte koerswijziging was het gevolg van een opbouwend hogedrukgebied op middelgrote hoogte op haar noordflank, dat haar op een westzuidwestelijke koers zette. Hattie had de vierde categorie bereikt en op 30 oktober bereikte Hattie haar hoogtepunt met windsnelheden tot 260 km/uur en een minimale druk van 920 mbar. Met de dageraad van 31 oktober landde Hattie op 30 km ten zuiden van Belize City.
Het oog van Hattie was op dat moment 40 km in doorsnee, zodat Belize City midden in de noordelijke oogrok terechtkwam, waar de sterkste winden heersten. Hattie verzwakte en degradeerde tot tropische depressie, die haar convectie verloor, maar niet haar circulatie. Boven de Grote Oceaan ontwikkelde het resterend lagedrukgebied zich op 1 november tot tropische depressie, die naar het westen en noordwesten trok en dezelfde dag promoveerde tot tropische storm Simone boven de Golf van Tehuantepec. Simone bereikte meteen haar hoogtepunt met windsnelheden tot 83 km/uur en draaide naar het noorden. Zij degradeerde 12 uur later tot tropische depressie nadat zij landde op de kust van Oaxaca. Simone stak de landengte van Tehuantepec over en bereikte op 3 november de Golf van Campeche, nu weer in het Atlantisch bassin. Boven de Golf van Campeche kwamen de restanten van Simone in contact met de restanten van Hattie, die in het Atlantisch bassin waren gebleven en noordwestwaarts waren getrokken.
Hieruit herrees op 4 november tropische depressie Hattie-Simone, die de volgende dag promoveerde tot tropische storm en een (nieuwe) naam kreeg, Inga. Inga trok noordnoordwestwaarts en bereikte een positie op 185 km ten oosten van Tampico op 5 november. Toen kwam er ten noordwesten van Inga een koufront opzetten, met daarachter een rug van hoge druk. De rug van hoge druk duwde Inga weer terug zuidwaarts. Het koufront echter bereikte Inga en vermoordde haar oog. Maar op 6 november vormde zich een nieuw oog op 140 km ten zuidoosten van het oude. Inga bleef stationair liggen in de Golf van Campeche, maar nog steeds stroomde er koude lucht haar circulatie binnen en begon zij daardoor langzaam haar tropische kenmerken te verliezen. Inga bereikte haar laagste druk op 6 november met 992 mbar en op 7 november haar maximale windsnelheid tot 110 km/uur.
Op 8 november kon een verkenningsvliegtuig geen gesloten circulatie meer aantonen en was Inga geen tropische cycloon meer. Toch stonden er daarna nog stormwinden in de Golf van Campeche. De tropische cycloon eiste als Hattie ten minste 275 mensenlevens. Hattie had Belize City vernietigd; 75% van de gebouwen van de stad waren vernietigd en de rest (zwaar) beschadigd. De ramp had een grote nasleep, nog dagenlang waren dakloze overlevenden van de orkaan op zoek naar voedsel tussen de ruïnes van de stad. Er werden vluchtelingenkampen opgericht, zoals Hattieville. Deze nederzetting is later permanent geworden en is nu een dorp, dat nog steeds de naam van de orkaan draagt. De chaos, die uitbrak na de storm, ontaardde in geweld en 125 officieren van het Britse fregat, H.M.S. Troubridge stonden de politie van Brits-Honduras bij de ordehandhaving bij. Hierbij werden vier plunderaars opgehangen in het centrum van de verwoeste stad. Hattie veroorzaakte $60 miljoen schade ($370 miljoen na inflatiecorrectie 2005). Over schade en slachtoffers ten gevolge van Simone en Inga is weinig bekend. Hattie had op 30 en 31 oktober de vijfde categorie bereikt en is daarmee de laatst in het seizoen ontstaande orkaan van de vijfde categorie.

### Orkaan Jenny
Op 1 november ontstond er een brede storing net ten oosten van de Bovenwindse Eilanden. Op hetzelfde moment begon zich op grote hoogte nabij Puerto Rico een lagedrukgebied zich te ontwikkelen uit een uiteinde van een stationair front. Hierdoor ontstond op 1 november een subtropische depressie. Deze subtropische depressie trok naar het noordoosten over de Atlantische Oceaan en draaide later bij naar het oosten onder invloed van een trog van lage druk op grote hoogte, die de subtropische depressie vanuit het westen naderde. De schering van de trog scheidde de subtropische depressie aan het zeeoppervlak van lagedrukgebied op grote hoogte met koude kern. Toen de invloed van de trog voorbij was, schoof de subtropische depressie onder het lagedrukgebied met koude kern en begon aan kracht toe te nemen en de subtropische depressie wendde zich naar het noordwesten en westen.
Op 6 november promoveerde de subtropische depressie tot subtropische storm Jenny, die dezelfde dag nog promoveerde tot orkaan. Of orkaan Jenny op dat moment zijn koude kern was kwijtgeraakt en daarmee een volledige tropische cycloon is geworden, is nooit opgehelderd. Een verkenningsvliegtuig kon op 6 november geen oog, noch warme kern of banden van onweersbuien, karakteristieken voor een tropische cycloon aantreffen. Op 7 november raakte Jenny stationair boven de Atlantische Oceaan en begon te verzwakken als gevolg van schering en koeler water. Jenny draaide naar het noordoosten en verloor haar tropische kenmerken op 8 november. Jenny eiste geen slachtoffers. Haar enige schade was een stuurloos geworden schip met 8.000 ton erts aan boord, dat op 6 november in de orkaan op drift raakte en moest worden bijgestaan.

## Namen
De volgende namen werden gebruikt voor het seizoen 1961. De namen Carla en Hattie werden later geschrapt en nooit meer gebruikt voor een tropische cycloon in het Atlantisch bassin.
| - Anna - Betsy - Carla - Debbie - Esther - Frances - Gerda | - Hattie - Inga - Jenny - Kara (niet gebruikt) - Laurie (niet gebruikt) - Martha (niet gebruikt) - Netty (niet gebruikt) | - Orva (niet gebruikt) - Peggy (niet gebruikt) - Rhoda (niet gebruikt) - Sadie (niet gebruikt) - Tanya (niet gebruikt) - Virgy (niet gebruikt) - Wenda (niet gebruikt) |